# Indische Badmintonmeisterschaft 2008/09
Die Indische Badmintonmeisterschaft der Saison 2008/2009 fand vom 10. bis zum 18. Februar 2009 in Indore statt. Es war die 73. Austragung der nationalen Titelkämpfe im Badminton in Indien. 

## Finalergebnisse
| Disziplin    | Sieger                        | Finalist                 | Ergebnis            |
| ------------ | ----------------------------- | ------------------------ | ------------------- |
| Herreneinzel | Arvind Bhat                   | Kashyap Parupalli        | 21-19, 21-14        |
| Dameneinzel  | Sayali Gokhale                | P. C. Thulasi            | 21-17, 16-21, 21-13 |
| Herrendoppel | Rupesh Kumar Sanave Thomas    | Tarun Kona Arun Vishnu   | 21-15, 21-16        |
| Damendoppel  | Jwala Gutta Shruti Kurien     | Dhanya Nair Anita Ohlan  | 21-12, 21-13        |
| Mixed        | Valiyaveetil Diju Jwala Gutta | Arun Vishnu Aparna Balan | 21-12, 21-7         |